# ブリソン諸語
ブリソン諸語（ブリソンしょご、英: Brythonic languages）、もしくはブリトン諸語（ブリトンしょご、英: Brittonic languages、British languages）とは、島嶼ケルト語からの分岐語族の一つ。もう一方の分岐はゲール語。
ブリソニック（Brythonic）の表記は、ウェールズのケルト学者ジョン・ライスによって、ウェールズ語のブリソン（Brython）から名付けられ、これは（アングロ・サクソン人やゲール人ではない）土着のブリトン人を意味する。
ブリトニック（Brittonic）の表記は、ギリシャ人の著述家による、ブリテン諸島を指すPrettanicが起源である。およそ紀元600年以降に変更が加わったブリソン諸語を指してブリトン諸語（Brittonic）の用語を使う場合もある。

## 概要
ブリトン諸語はブリテン諸島で鉄器時代から今日まで話されてきた。元来は多数派言語であったが、現在はウェールズ・コーンウォールの少数派言語になっている。マン島・スコットランド・（おそらく）アイルランドでは、ブリソン諸語はゲール諸語に取って代わられた。人口移動によって、ブルターニュおよびパタゴニアにもブリソン諸語話者のコミュニティがある。

## 形跡
ブリソン諸語の情報は、様々な資料に見られる。初期の言語情報は、コインや碑文・古代の作家の著述のほかにも、ブリソン諸語で記録された地名・人名などから読み取れる。後世のブリソン諸語に関しては、地名の他にも中世の作家や近代の話者がいる。ローマ時代の地名に関しては、A・リベットとコリン・スミスの著書に詳しい。

## 特徴
ブリソン諸語は（ガリア語などが含まれる）Pケルト語であるともされている。この理由は、前インド・ヨーロッパ語族の音素*「kw」が「p」に音韻変化しており、「c」に変化するゲール語とは対照的であるためだ。このような用語法は、Pケルト語仮説に沿うものであり、島嶼ケルト語仮説とは別のものである。（分類議論に関しては島嶼ケルト語を参照）
他の主な特徴としては以下のようなものがある。
- 「-m」,「-n」の扱い。「-am」,「-an」となる
- 母音が続く「s-」が「h-」に変化する
  - アイルランド語：「sean」,「sinor」,「samail」（意味はそれぞれ「古い」、「長い」、「似た」）
  - ブルトン語：「hen」,「hir」,「heñvel」
- 「-t」の前の鼻音を保持する
  - アイルランド語：「céad」（意味は「100」）
  - ブルトン語：「kant」
- 「sp」, 「sr」, 「sv/sw」が「f」, 「fr」, 「chw」に変化する
  - 「*swero」（おもちゃ、ゲーム）ウェールズ語：「chwarae」ブルトン語：「choari」
  - 「*srokna」（鼻孔）ウェールズ語：「ffroen」 ブルトン語：「froen」
- その他の、子音が続く語頭の「s-」が欠落する
  - 「smero」（果物）ウェールズ語：「mwyar」, ブルトン語：「mouar」
  - 「slemon」（なめらかな）ウェールズ語：「llyfn」ブルトン語：「levn」
- 「v」が「gw」に変化する。（ゲール語の場合は「f」）
  - 「vindos」（白い）ウェールズ語：「gwenn」
  - 「vassos」（召使い、若い男）ウェールズ語：「gwas」
- 二重破裂音が摩擦音になる。母音・流音の前の「pp」, 「cc」, 「tt」 が 「f」, 「ch（c'h）」, 「th（z）」になる。
  - 「cippus」（木の幹）ブルトン語：「kef」 ウェールズ語：「cyff」
  - 「cattos」　ブルトン語：「kaz」 ウェールズ語：「cath」
  - 「bucca」  ブルトン語：「boch」 ウェールズ語：「boch」
- 無声破裂音と、母音間にある「d」,「b」,「m」と発音する音が柔らかい摩擦音になる
  - ウェールズ語：「dd」[ð], 「th」[θ], 「f」 [v]
  - ブルトン語：「z」, 「v」

## 分類
ブリソン諸語の類縁関係は以下のようになる。
- 共通ブリソン語
  - ピクト語（おそらく）
  - ブリトン語
    - ローマ・ブリトン語
    - 東ブリソン語
    - 西ブリソン語
      - カンブリア語
      - ウェールズ語

    - 南西ブリソン語
      - コーンウォール語
      - ブルトン語

| ピクト語           | ピクト語     | ブリトン語       | ブリトン語   |
| ローマ・ブリトン語 |              |                  |              |
| 東ブリソン語       | 東ブリソン語 | 西ブリソン語     | 西ブリソン語 |
| カンブリア語       | ウェールズ語 | コーンウォール語 | ブルトン語   |

今日現存する主なブリソン諸語はウェールズ語とブルトン語で、どちらも地域言語として現存している。コーンウォール語は18世紀終わりに死語となったが、20世紀に再興の試みが始まり、現在も継続中である。他にも死語となったカンブリア語も含まれ、同様に死語のピクト語はブリソン諸語の姉妹語として最有力視されている。1950年代、ケネス・H・ジャクソンは、石の彫刻に残った標本から、ピクト人が非インド・ヨーロッパ語族の言語を使用していた可能性を主張したが、現在のピクト人研究者にはこれを否定する者もいる。

## 歴史・起源

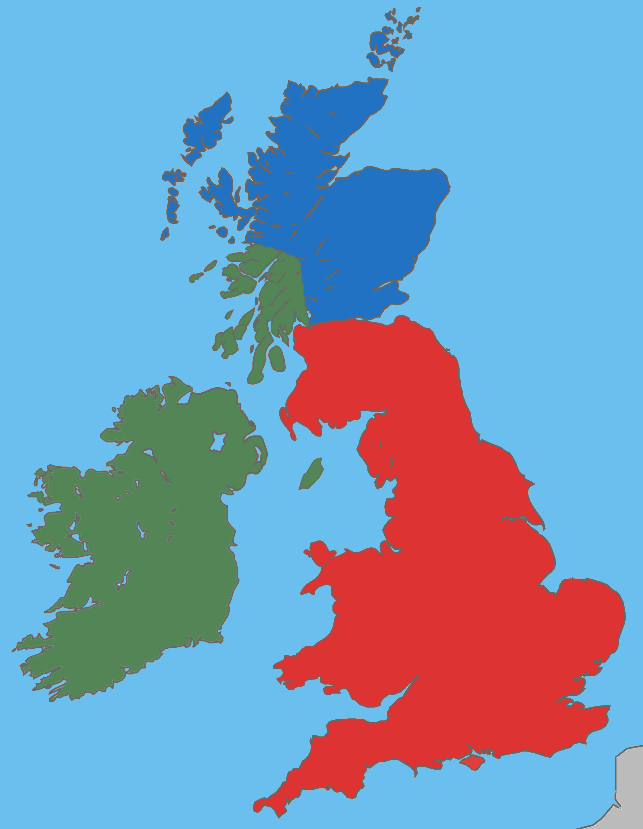
5世紀のブリテン諸島の言語分布。青がピクト語、緑がゲール語、赤がブリソン諸語。

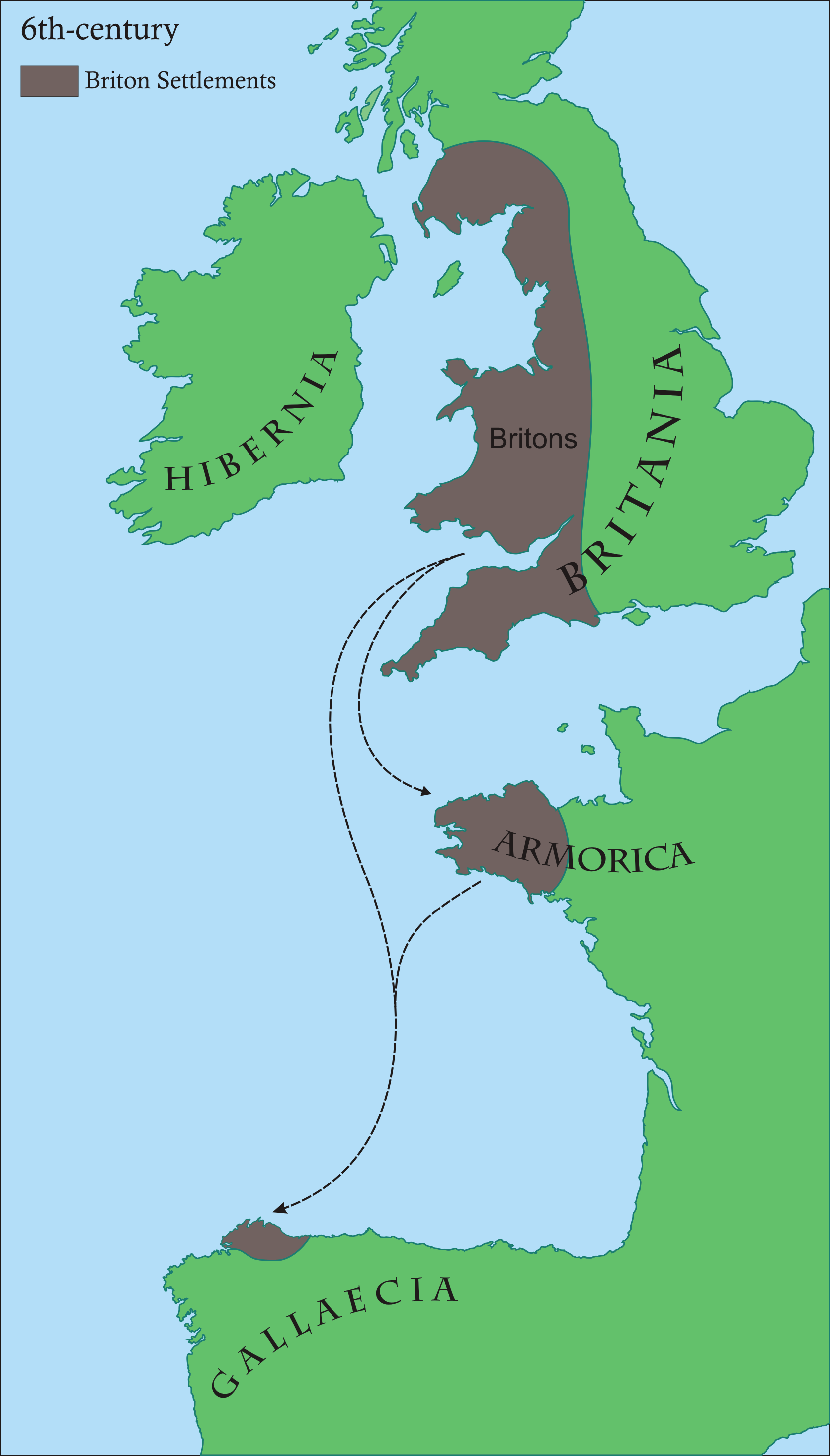
6世紀のブリトン人定住地

現代のブリソン諸語は、「ブリトン語（British）」「共通ブリソン語（Common Brythonic）」「古ブリソン語（Old Brythonic）」「ブリソン祖語（Proto-Brythonic）」と呼ばれる祖語を起源に持つと通常は考えられている。これはケルト祖語、もしくは初期の島嶼ケルト語が紀元前6世紀までに発展してきたものと考えられている。
代替仮説は数多くあるが、広く受け入れられているものはない。マリオ・アリネイ（en:Mario Alinei）はケルト語の前身となる言語の存在を否定し、ケルト語は旧石器時代に成立したと語っている。シュテフェン・オッペンハイマー（en:Stephen Oppenheimer）は紀元前1世紀のベルガエ族の侵略によってゲルマン語派がブリテンにもたらされた可能性を指摘している。テオ・ベンネマン（en:Theo Vennemann）は、島嶼ケルト語の基礎になる基層言語をセム語系だとしている。
ローマ人の侵略以前、少なくともフォース川・クライド川以南の人々の多数はブリソン諸語を話していたとされる。だがマン島は後にゲール語系のマン島語を話すようになった。北スコットランドでは主にピクト語の前身となるプリテン語が話されており、ピクト語はブリソン諸語ではないかと考えられている。R・F・オライリーなどの一歩進めた学説では、アイルランドにはブリソン語話者が住んでいたのが、Qケルト語話者（おそらく南フランスのQuarietii族）に取って代わられたとしているが、マイルス・ディロン（Myles Dillon）とノーラ・チャドウィック（Nora Chadwick）はこれを否定している。
グレートブリテン島南部のローマ支配時代（43年から410年ごろ）、共通ブリソン語はラテン語から多くの語を借用した。これは、例えば都市計画や戦術に関する言葉など、都市化されていないケルト系グレートブリテン社会において不慣れな概念と、現地の言葉に置き換わった日常語の両方があった。日常語の顕著な例では、ブリソン諸語で魚を意味する言葉は現地語の「*ēskos」ではなく、すべてラテン語の「piscis」が起源である。とはいえ、「*ēskos」の語はウェールズ語でウスク川を指すWysgとして残っているとも考えられている。推定800語のラテン借用語は、現存する3つのブリソン諸語にいぜん生き残っている。ローマ人の著述家に使用された、ラテン語化されたブリソン語はローマ・ブリトン語と呼ばれる。
ローマ支配時代が終わると、共通ブリソン語は、南西と西の2つの主要な方言グループに分化したと考えられる（さらに東ブリソン語など、他の方言も仮定できる。これは現在で言う東イングランドで話されていたと考えられるが、証拠はほとんど残っていない）。ローマ支配時代の終わりから6世紀中盤までに、この二つの方言は別々の言語になりはじめた。西の方言はカンブリア語・ウェールズ語に、南西の方言はコーンウォール語になり、またグレートブリテン島南西から大陸のアルモリカ（ブルターニュ半島の古名）に渡り、近縁の姉妹語としてブルトン語になった。ケネス・H・ジャクソンは、西と南西、それぞれのブリソン語方言の違いのいくつかは、古くまでさかのぼることを指摘している。また500年ごろに新たな分化が始まったが、6世紀には共通する変化も起こっている。7世紀から、おそらくは言語の内在的な傾向のため、別の基本的な変化が起こった。こうして共通ブリソン語は600年までに消滅した。広がるアングロサクソンの支配領域にはかなりの人口のブリトン人が残っていたと考えられているが、ブリトン人の言語の情報は地名にしか残っておらず、時代を下るに従って英語に適応していったものと思われる。
スコットランドやマン島で話されていたブリソン諸語は、アイルランド人（対スコットランド）や北方民族・ゲルマン人の侵略者の影響により、5世紀頃から排除されはじめた。ブリソン起源の言語は、スコットランドやマン島では（コーンウォールと、ウェールズに接するイングランドの州を除いて）11世紀までに（様々な地域での絶滅の時期については議論の余地がある）完全に置き換えられた。アイルランドで話されていた可能性のあるブリソン語は"Ivernic"と呼ばれる。

## 影響

### 地名・河川名
ブリソン諸語が退去した地域に残っている遺産は、主に地名と河川名である。ブリソン系の地名が残っているのは、スコットランドの低地地方と、かなりブリソン諸語話者が残っているといわれるイングランドの一部である（旧ローマ・ブリトンの町を除けば、イングランドの大部分でブリソン諸語の地名は少ない）。ブリソン諸語を（間接的なものも含む）起源とする地名には、ロンドン・パース・アバディーン・ヨーク (イングランド)・ドーチェスター・ドーバー・コルチェスターなどがある。イングランドで見られるブリソン諸語の要素としては、丘の名前に「bre-」や「bal-」が含まれること、湿地帯を指す「carr」、他にも小さく険しい谷を指す「combe」「coomb（e）」、ごつごつした岩山を指す「tor」などがブリソン諸語から英語への借用語である。他にもブリソン諸語を反映した語として、「Dumbarton」（スコットランド中西部の町名）がある。これはスコットランド・ゲール語で「ブリトン人の要塞」を意味する「Dùn Breatainn」からきたものである。また「Walton」（ウォルトン　英語圏で散見される地名。英語版参照）は、「wahl」（ブリソン人・ウェールズ人）が住む「tun」（定住地）という意味がある。
ジャクソンが作成した地図が示すように、イングランドにおけるケルト系の河川名は東から西へ行くに従って増えていく。これにはエイヴォン川（River Avon）・チュー川（River Chew）・フルーム川（River Frome）・アクセ川（River Axe）・ブルー川（River Brue）・エクス川（River Exe）などがある。

### ケルト語から英語への影響
ケルト語は、語彙・語順の両面で英語の基層となっている。ケルト系言語から英語への語彙的な影響は、地名を除けば小さめであると一般に考えられている。これにあたる日常語には、「hubbub」（ガヤガヤとした騒音）、「peat」（泥炭）、「bucket」（バケツ）、「crock」（甕）、「noggin」（手桶）、「gob」（ベットリした塊　ウェールズ語：gob）、「nook」（部屋の隅）、「brock」（アナグマを指す方言　ウェールズ語：broch　ゲール語：broc）がある。おそらく、英語の動詞による（doやbeといった助動詞を使う）迂言法の構成は、他のゲルマン語派の諸言語と比べて広く使われており、ブリソン諸語の影響の跡が見える。例えば、文語体のウェールズ語において、「caraf」=「I love」、「Yr wyf yn caru」=「I am loving」となる。ここではブリソン系の統語論がそのまま反映されている。これに対して、ドイツ語では「Ich liebe」というように、ゲルマン系の姉妹言語では一つの形しかない。
研究者の中には、英語の統語論はブリソン諸語の影響をもっと多く受けていると主張している者もいる。例えば英語の付加疑問文において、付加疑問の形式は主文の形式に従っている（「aren't I」?、「isn't he?」、「won't we?」など）。これと対照的に、ドイツ語では「nicht wahr?」、フランス語では「n'est-ce pas?」といった風に、ほとんどどのような主文でも固定された形式となっている。ウェールズ語の付加疑問文は同様に主文に従って変わるため、英語のシステムがブリソン諸語から借用されたと主張されることもあるが、この見方は一般的に受け入れられているとは言いがたい。

### ブリソン諸語からゲール語への影響
ブリソン諸語からスコットランド・ゲール語への影響は、重要であるにもかかわらずあまり知られていない。英語と同様、迂言法の構成は、英語よりずっと表立って現れている。スコットランド・ゲール語はPケルト語からの借用語を数多く持つが、ケルト系言語同士の語彙の重複は英語よりもずっと多いため、Pケルト語とQケルト語の言葉を区別できない場合も存在する。しかしながら「monadh」（荒れ地を意味するゲール語）=「mynydd」（ウェールズ語）=「*monidh」（カンブリア語）など、典型的にそれと分かる共通語彙もある。ブリソン諸語をあまり受けていないと思われるアイルランド・ゲール語を研究することで、ブリソン諸語からスコットランド・ゲール語への影響が見つかることがしばしばある。典型的なのが、元来のゲール語が「srath」(英語にも同綴りで借用されている。「大渓谷」の意であったのが、近縁のブリソン諸語で使われる際には「ystrad」となり、意味もわずかに変わっている。これは、イギリスからアイルランドへのキリスト教化と関連している。